# Terapeuta dental
O terapeuta dental, trata-se de pessoal capacitado a prestar cuidados odontológicos, como restaurações, profilaxias, em geral as crianças pré-escolares e a escolas de primeiro grau, em instituições públicas.